# بافيل كومولوف
بافيل كومولوف (بالروسية: Комолов, Павел Дмитриевич)‏ (10 مارس 1989 بسانت بطرسبرغ في روسيا - ) هو لاعب كرة قدم روسي في مركز الوسط. لعب مع أمكار بيرم وزينيت سانت بطرسبرغ ونادي جالغيريس وVeria F.C. ‏ وGKS Bełchatów ‏.

## وصلات خارجية
- بافيل كومولوف على موقع قاعدة بيانات كرة القدم.إي يو (الإنجليزية)
- بافيل كومولوف على موقع Soccerway.com (الإنجليزية)